# اوتی‌پی بانک
اوتی‌پی بانک (به انگلیسی: OTP Bank) شرکت خدمات مالی و بانکداری مجارستانی است، که به‌عنوان بزرگترین بانک تجاری اروپای مرکزی و اروپای شرقی شناخته می‌شود. این بانک برای بیش از ۱۳ میلیون مشتری، از طریق نزدیک به ۱٫۵۰۰ شعبه در ۹ کشور، انواع خدمات مالی، بانکداری و بیمه را ارائه می‌دهد.
شندور چانی (ثروتمندترین فرد مجارستان) مدیرعاملی این بانک را برعهده دارد. شعبه مرکزی اوتی‌پی بانک در شهر بوداپست، مجارستان قرار دارد و بخشی از سهام آن در بازارهای بورس بوداپست و بورس ورشو معامله می‌شود.